# Mikel López Iturriaga
Mikel López Iturriaga (Bilbao, 12 de diciembre de 1967) es un filólogo, periodista, presentador de televisión y crítico gastronómico español. Desde 2010 dirige y es la cara visible de El Comidista, la web sobre cocina del periódico El País.

## Biografía
Tras estudiar filología hispánica en la Universidad de Deusto se mudó a Madrid para continuar con estudios de máster en periodismo. En 2004 se trasladó a Barcelona e ingresó a estudiar gastronomía en la Escuela de Hostelería Hofmann.

### Bloguero y escritor
Tras pasar por la sección musical de El País de las Tentaciones, trabajó en Loquesea.com y Ya.com.
Ha colaborado en La Vanguardia, Rolling Stone y Marie Claire, y fue redactor jefe del diario ADN hasta principios de 2009.
Creó el blog culinario Ondakín, con el cual ganó el premio al mejor bloguero cocinero de 2009 de Canal Cocina. Éste fue el origen del que sería el proyecto que le hizo famoso, El Comidista, en el diario El País.

### Televisión
Ha trabajado en Canal+ y en Telemadrid. Protagonizó El Comidista TV, un programa gastronómico emitido de julio a septiembre de 2017 en La Sexta. En 2018 pasó a formar parte del equipo del programa Liarla Pardo de Cristina Pardo, de la misma cadena.
En junio de 2018 estrenó en YouTube el canal denominado El Comidista en EL PAÍS, donde semanalmente publica vídeos de gastronomía, cocina, nutrición, restaurantes, productos, entre otros temas relacionados con la alimentación.
Desde octubre de 2020, presenta en La 2 de TVE el espacio Banana Split.

### Vida personal
Es hermano de Juanma López Iturriaga, exjugador de baloncesto y presentador de televisión. Desde 1992 Mikel se declara abiertamente homosexual.

## Libros

### Libros de gastronomía
- Las recetas de El Comidista (2011, ISBN 9788401347740)
- La cocina pop de El Comidista (2012, ISBN 9788401346538)
- Las 202 mejores recetas de El Comidista (2014, ISBN 9788401347153)
- Cocina de aquí para gente de hoy (2024, ISBN 9788419851505)

## Filmografía

### Programas de televisión
- El Comidista TV
- Banana Split